# Günter Minnich
Günter Minnich (* 16. September 1942) ist ein ehemaliger deutscher Fußballspieler. Für den SC Chemie Halle/Hallescher FC Chemie bestritt er in den 1960er Jahren 27 Spiele in der DDR-Oberliga, der höchsten Spielklasse im DDR-Fußball. 1962 wurde er mit dem SC Chemie DDR-Pokalsieger. Minnich ist sechsfacher Junioren-Nationalspieler.

## Sportliche Laufbahn
Bereits mit 18 Jahren fand Günter Minnich internationale Beachtung, als er 1960 in den Kader der Junioren-Nationalmannschaft der DDR aufgenommen wurde. Bis 1962 bestritt er mit ihr als Abwehrspieler sechs Länderspiele. Bis 1960 spielte er bei der Betriebssportgemeinschaft (BSG) Lokomotive in Dessau, zuletzt in der fünftklassigen Bezirksklasse A Halle.
Zur Saison 1961/62 wechselte Minnich zum Oberligisten SC Chemie Halle. Diese Spielzeit dauerte vom März 1961 bis zum Juni 1962, da der DDR-Fußball vom Kalenderjahr-Spielbetrieb auf den Sommer-Frühjahr-Rhythmus umgestellt wurde. In der Oberliga waren 39 Punktspiele zu absolvieren. Minnich profitierte vom frühen Ausfall des als Standardverteidiger vorgesehen Werner Okupniak und kam bereits am fünften Spieltag zu seinem ersten Oberligaeinsatz. Immer wieder als Ersatz für nicht einsatzbereite Spieler kam er bis zum Saisonende auf 19 Oberligaspiele, in denen er stets als linker Verteidiger aufgeboten wurde. Auf dieser Position spielte Minnich auch im Finale des DDR-Fußballpokal-Wettbewerbs 1961/62, das die Hallenser mit 3:1 über den SC Dynamo Berlin gewannen.
1962/63 kam er nicht an der Standardabwehr mit Klaus Urbanczyk, Klaus Hoffmann und Okupniak vorbei und kam nur sechsmal zum Einsatz, wenn Okupniak verletzt war. In den Spielzeiten 1963/64 (Abstieg in die DDR-Liga), 1964/65 (DDR-Liga) und 1965/66 (Oberliga, Umwandlung in Hallescher FC Chemie) wurde Minnich nicht in der 1. Mannschaft des Hallenser Clubs aufgeboten. Nachdem er in der Rückrunde der Saison 1966/67 zweimal als Ersatz für Bernd Bransch bzw. Ulrich Rothe in der Oberliga eingesetzt worden war, wurde er am Saisonende beim HFC entlassen.
Minnich schloss sich dem DDR-Ligisten SG Dynamo Eisleben an, bei dem er von 1967 bis 1972 115 Zweitligaspiele (von insgesamt 140) bestritt und im Gegensatz zu seiner Oberligazeit mit acht Treffern auch als Torschütze zum Zuge kam. Nach dem Ende der Saison 1971/72 beendete er 30-jährig seine Laufbahn als Hochleistungssportler.